# Іру Хечанові
Ірина «Іру» Хечанові (груз. ირინა "ირუ" ხეჩანოვი; нар. 3 грудня 2000), також відома під мононімом Іру (стилізовано великими літерами), — грузинська співачка та авторка пісень. У складі дівочого гурту Candy перемогла на дитячому Євробаченні 2011 з піснею «Candy Music». У 2023 році виграла п'ятий сезон The Voice Georgia, який слугував національним відбором Грузії на пісенний конкурс Євробачення 2023, тим самим отримавши право представляти Грузію на конкурсі, який проходив в Ліверпулі, Велика Британія.

## Біографія
Ірина Хечанові народилася 3 грудня 2000 року в Тбілісі. Має вірменське походження. У дитинстві брала участь у різноманітних співочих конкурсах. У 2011 році, на свій одинадцятий день народження, представляла Грузію на Дитячому Євробаченні 2011 у Єревані, Вірменія, у складі дівочого гурту Candy. Група виграла змагання зі 108 балами.
У 2019 році співачка була учасницею Georgian Idol, грузинського національного відбору на Євробачення того року. У 2021 році випустила свій дебютний сольний сингл «No Jerk Around Me».
У 2022 році Хечанові виступила в інтервал-акті на дитячому Євробаченні-2022 у складі попурі попередніх переможців конкурсу. Вона також була співавторкою пісні «I Believe» Маріам Бігвави, грузинської заявки на конкурс того року. Заявка фінішувала третьою.
Пізніше в тому ж році Хечанові була учасницею п'ятого сезону «The Voice Georgia», національного відбору Грузії на Євробачення 2023. Вона виграла конкурс, фінал якого відбувся 2 лютого 2023 року, тим самим отримавши право представляти Грузію на цьогорічному конкурсі. Хечанові виступила у другому півфіналі 11 травня 2023 року, не пройшовши до фіналу.

## Дискографія

### Сингли
- 2021 — «No Jerk Around Me»
- 2022 — «Not Like Today»
- 2022 — «Tu mama»
- 2023 — «Idea»
- 2023 — «Seen»